# Новоніколаєвка (Зіанчуринський район)
Новонікола́євка (рос. Новониколаевка, башк. Яңы Николаевка) — присілок у складі Зіанчуринського району Башкортостану, Росія. Входить до складу Новочебенкинської сільської ради.
Населення — 227 осіб (2010; 209 в 2002).
Національний склад:
- башкири — 60%